# Szomália a 2020. évi nyári olimpiai játékokon
Szomália a japán Tokióban megrendezett 2020. évi nyári olimpiai játékok egyik részt vevő nemzete volt. Az országot az olimpián 2 sportágban 2 sportoló képviselte, akik érmet nem szereztek.

## Atlétika
Férfi
| Versenyző       | Versenyszám | Előfutam | Előfutam | Előfutam | Elődöntő | Elődöntő | Elődöntő | Döntő   | Döntő    |
| Versenyző       | Versenyszám | Idő      | Hely.    | Össz.    | Idő      | Hely.    | Össz.    | Idő     | Helyezés |
| --------------- | ----------- | -------- | -------- | -------- | -------- | -------- | -------- | ------- | -------- |
| Ali Idow Hassan | 1500 m      | 3:43,96  | 9.       | 35.      | kiesett  | kiesett  | kiesett  | kiesett | kiesett  |

## Ökölvívás
Női
| Versenyző | Versenyszám | Selejtező         | Nyolcaddöntő              | Negyeddöntő       | Elődöntő          | Döntő             | Helyezés |
| Versenyző | Versenyszám | Ellenfél Eredmény | Ellenfél Eredmény         | Ellenfél Eredmény | Ellenfél Eredmény | Ellenfél Eredmény | Helyezés |
| --------- | ----------- | ----------------- | ------------------------- | ----------------- | ----------------- | ----------------- | -------- |
| Ramla Ali | Pehelysúly  | erőnyerő          | Maria Nechita (ROU) · 0–5 | kiesett           | kiesett           | kiesett           | 9.       |